# بدر بن سيف البوسعيدي
هو حفيد مؤسس الدولة البوسعيدية في عمان وابن أخ الحاكم الثالث ،وهو الحاكم الرابع لعمان البوسعيدية.
هو السيد بدر بن سيف بن أحمد بن سعيد البوسعيدي

## علاقته بالسعودية
يدعي لوريمر أن له علاقة بالدولة السعودية، وقد استدعته من الزبارة (قطر) السيدة موزة بنت أحمد بسبب تدخل قيس بن أحمد البوسعيدي ومحاولته السيطرة على مسقط. فوصلت قوة من السعوديين إلى صحار لنجدة بدر، فاضطر قيس للتخلي عن مطرح

## وفاته
توفي سنة 1807

## الهوامش
1. ↑  لوريمر. ص 684